# Danuta Sosnowska (filolog)
Danuta Krystyna Sosnowska (ur. 1962) – polska slawistka.

## Życiorys
Absolwentka Wydziału Polonistyki Uniwersytetu Warszawskiego. Doktor habilitowany – doktorat 1997 w Instytucie Badań Literackich PAN. W 2010 uzyskała stopień doktora habilitowanego na Wydziale Polonistyki UW na podstawie rozprawy Inna Galicja. Adiunkt w Instytucie Slawistyki Zachodniej i Południowej UW. Specjalistka od kultury i literatury polskiej, czeskiej i ukraińskiej oraz komparatystyki dyskursów kulturowych. Publikowała m.in. w Przeglądzie Humanistycznym, Przeglądzie Filozoficzno-Literackim, Zeszytach Literackich i Znaku. Nominowana do Nagrody Literackiej Nike 2001 za książkę Seweryn Goszczyński. Biografia duchowa. Członek PEN Clubu.

## Książki
- Seweryn Goszczyński. Biografia duchowa (Wydawnictwo Leopoldinum, Wrocław 2000), seria: Monografie Fundacji na rzecz Nauki Polskiej[3]
- Inna Galicja (Dom Wydawniczy Elipsa, Warszawa 2008)